# Euphorbia sipolisii
Euphorbia sipolisii är en törelväxtart som beskrevs av Nicholas Edward Brown. Euphorbia sipolisii ingår i släktet törlar, och familjen törelväxter. Inga underarter finns listade i Catalogue of Life.

## Bildgalleri

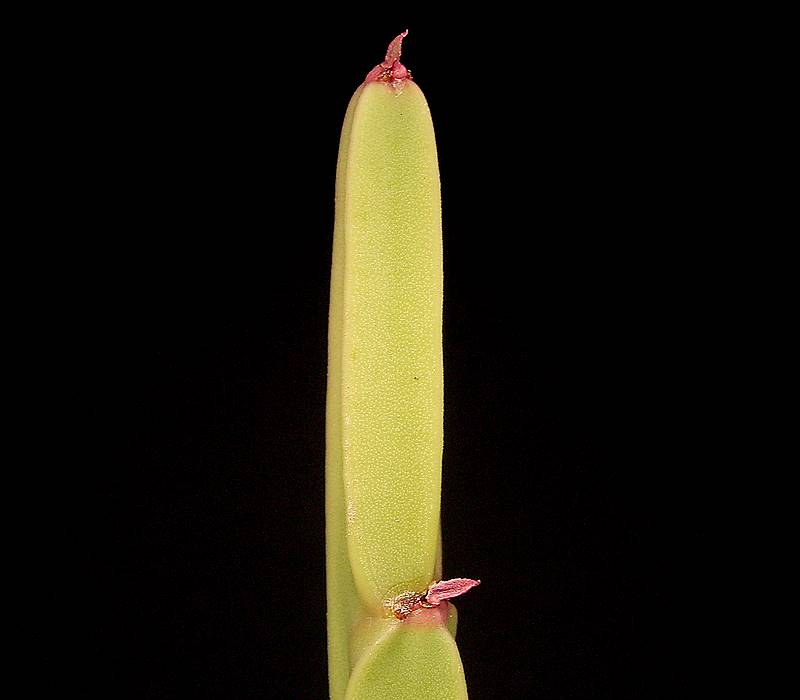
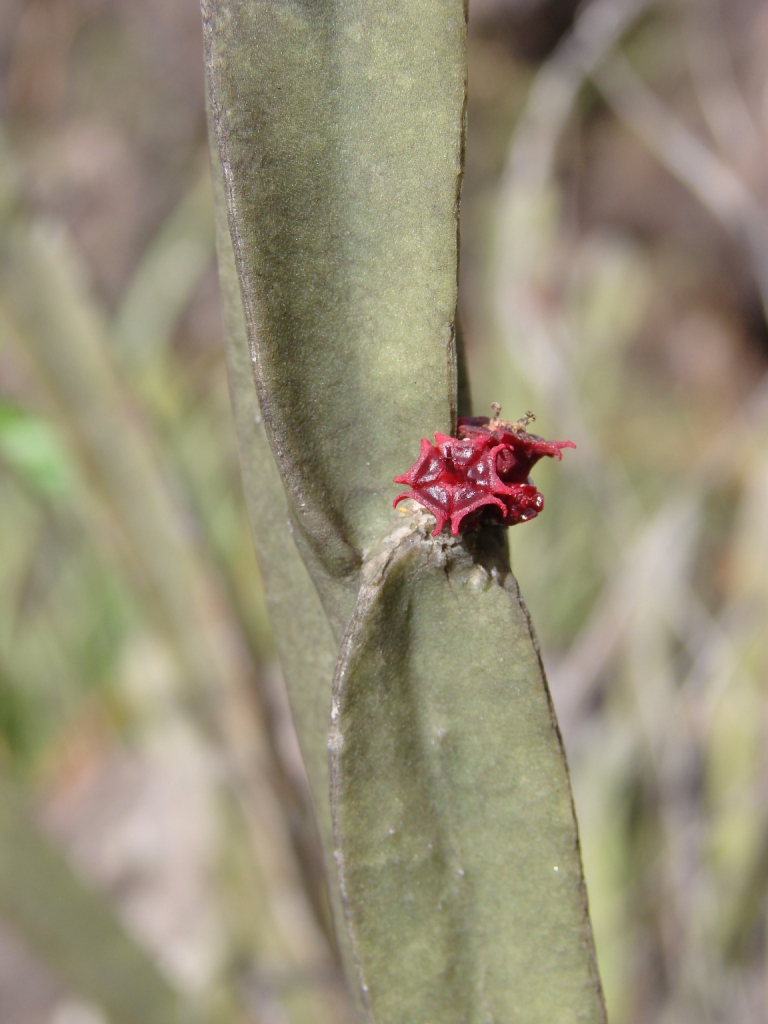
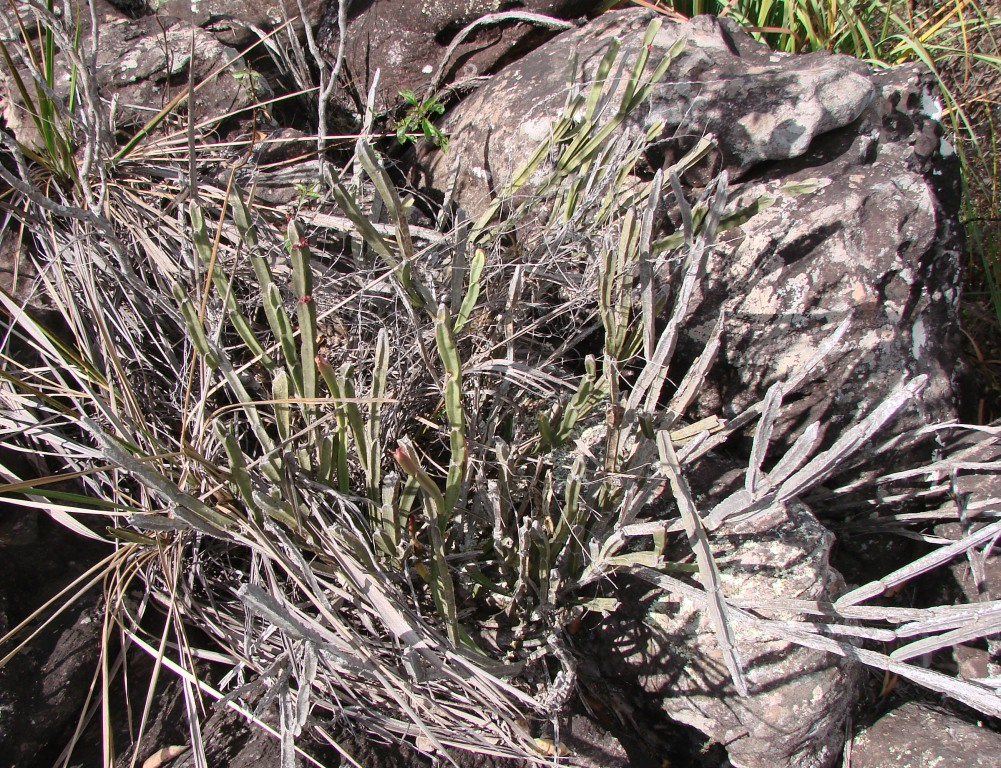
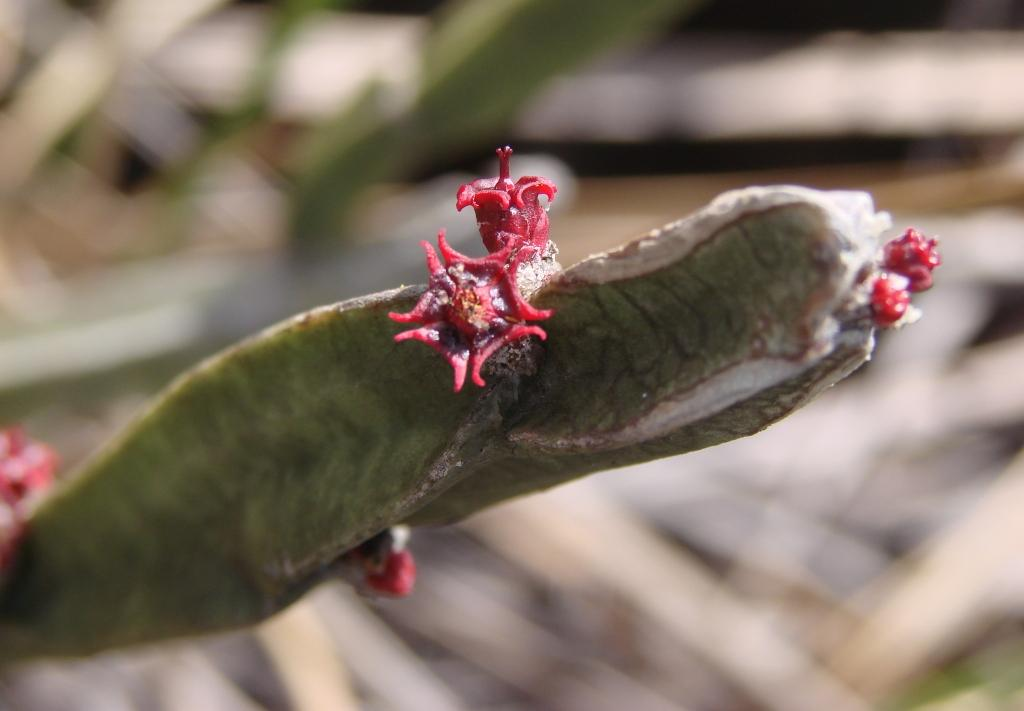